# 곽수경
곽수경(郭守敬 궈서우징[*], 1231년 ~ 1316년)은 중국 원대의 천문학자, 수리공학자, 수학자, 관리이다. 자는 약사(若思)이다. 허형, 왕순 등과 함께 수시력을 만들었으며 간의, 고표(高表) 등의 천문 관측 기기를 설계하고 제작하였다. 아담 샬은 곽수경을 "중국의 튀코 브라헤"에 빗대었다.